# Boldur, Timiș

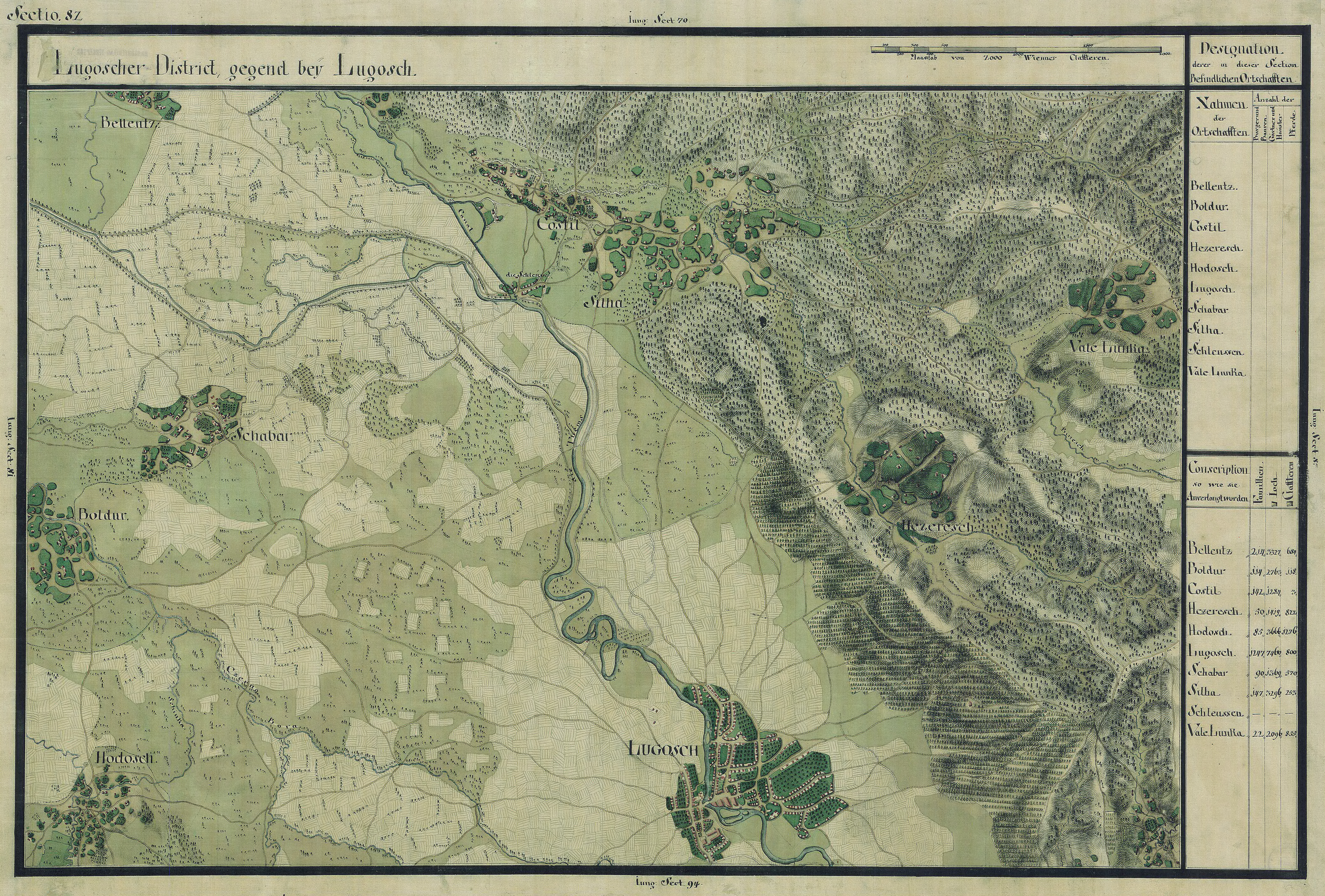
Boldur în Harta Iosefină a Banatului, 1769-72

Boldur este satul de reședință al comunei cu același nume din județul Timiș, Banat, România.